# Pirnaisches Tor

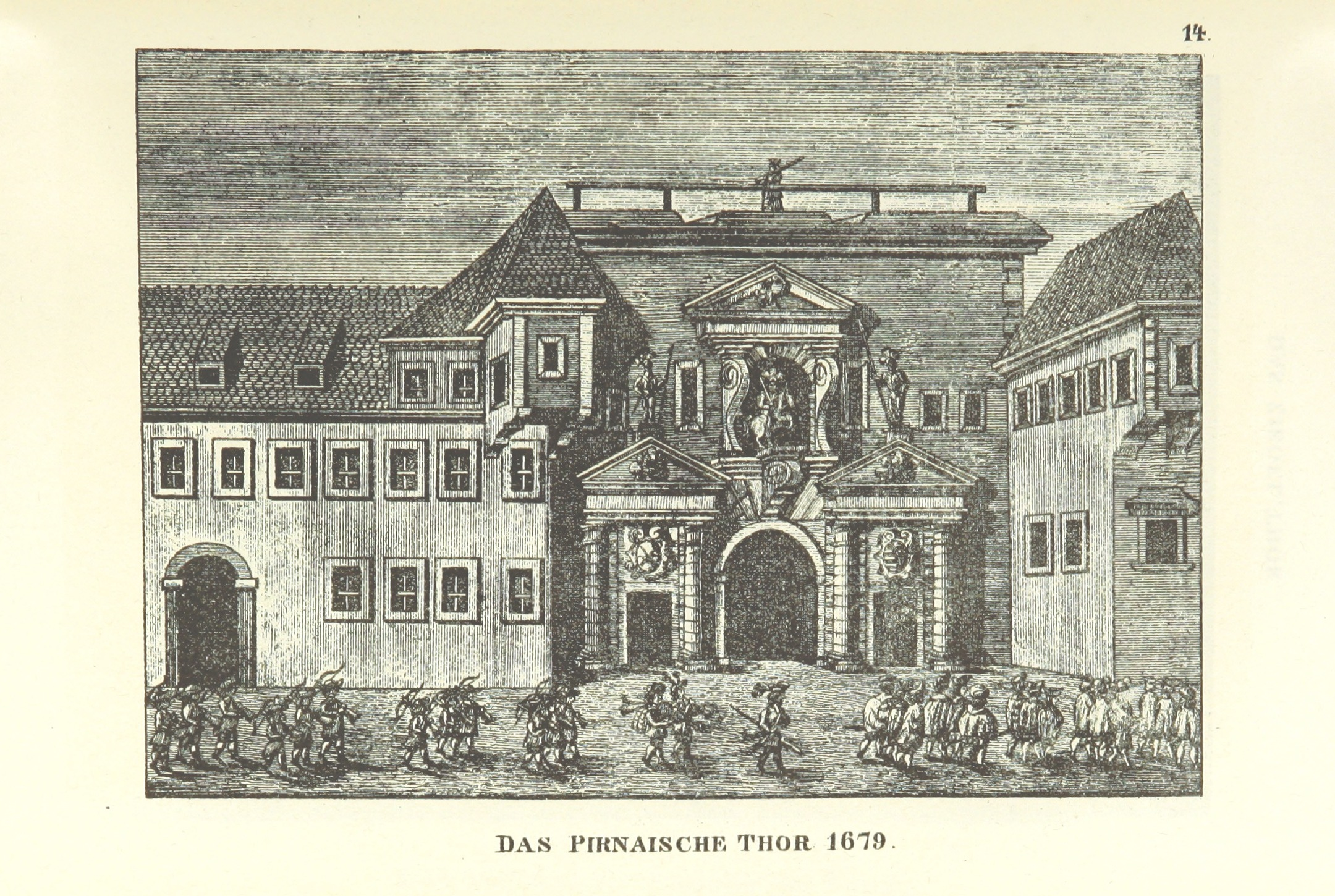
Ansicht Inneres des Pirnaischen Tores (1679) mit Reiterstandbild Christians I.

Das Pirnaische Tor, ein Haupttor in den Dresdner Befestigungsanlagen, war das südöstliche Stadttor der Altstadt von Dresden. Es ersetzte seit dem ausgehenden 16. Jahrhundert das Frauentor und die Kreuzpforte. Die Torflügel waren ursprünglich aus starken Eichenbohlen gezimmert und mit stabilen Eisenbeschlägen versehen. Im Verlauf des Jahres 1820 wurde das Pirnaische Tor im Zuge der Entfestigung Dresdens abgetragen. Benannt war das Tor nach der südöstlich von Dresden an der Elbe gelegenen Stadt Pirna.

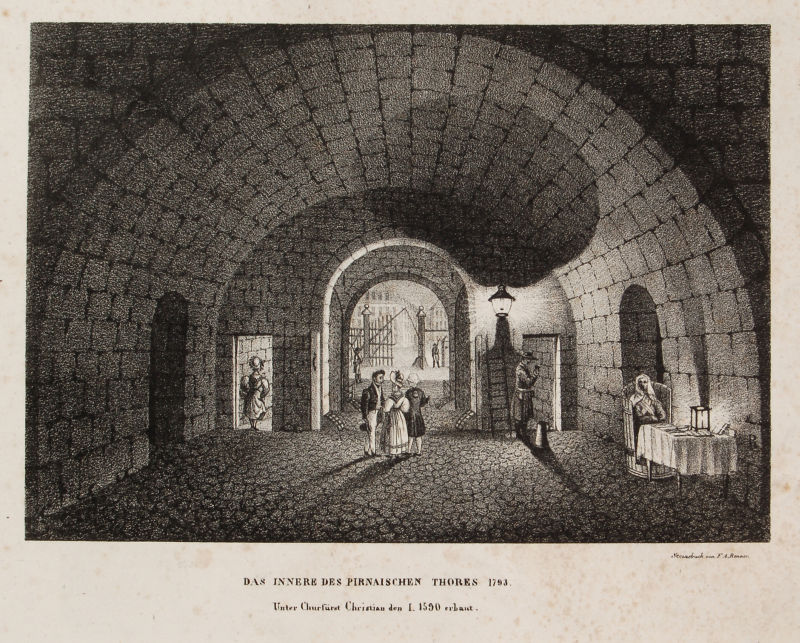
Innere Tordurchfahrt, Zustand 1763

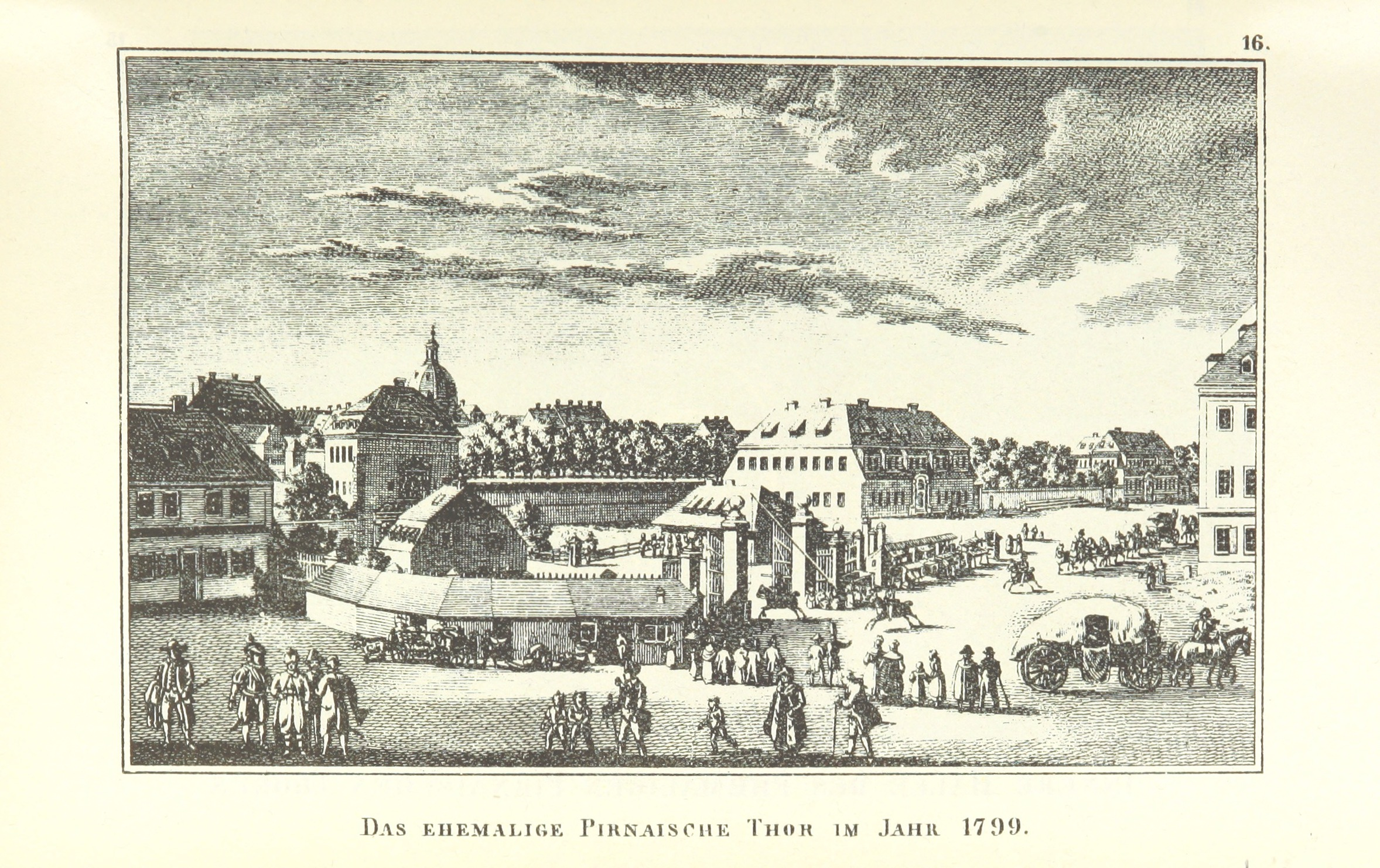
Außenansicht Pirnaisches Tor mit Vortor (1799)

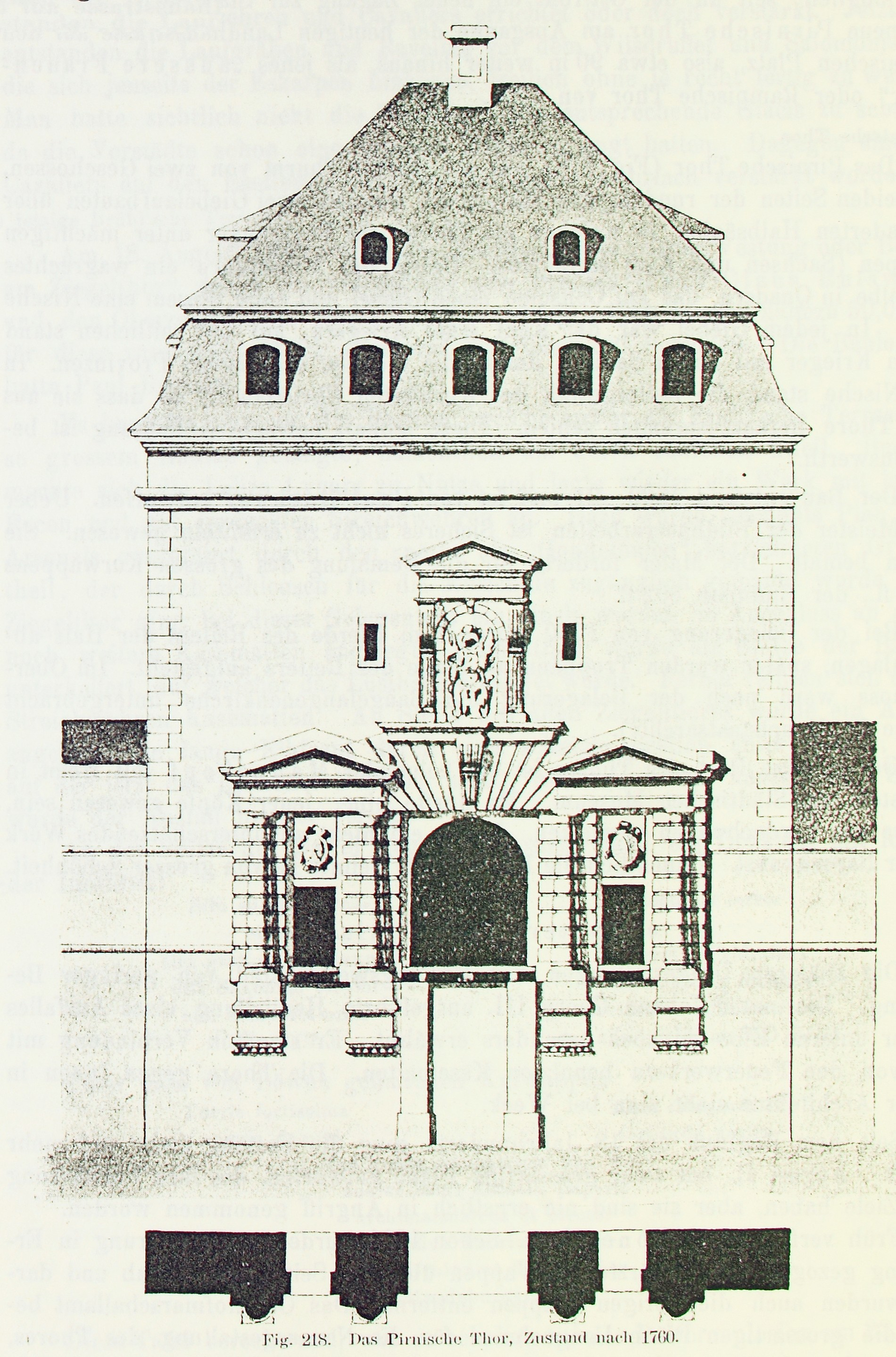
Zustand nach 1760

## Geschichte
Im Rahmen des Festungsumbaues und der städtischen Erweiterung nach Osten wurde das Pirnaische Tor 1590/91 als repräsentatives Bauwerk im Renaissancestil durch den aus Nürnberg stammenden Bau- und Oberzeugmeister Paul Buchner als Ersatz von Frauentor und Kreuzpforte neu errichtet. Unmittelbar vor dem Tor verlief der wassergefüllte Stadtgraben, über den eine Brücke führte. Bei der Belagerung der sächsischen Landeshauptstadt durch preußische Truppen im Siebenjährigen Krieg im Jahre 1760 wurde auch das Pirnaische Tor durch preußischen Beschuss beschädigt und unter anderem das 1593 vom Bildhauer Andreas Walther III geschaffene lebensgroße Reiterstandbild des sächsischen Kurfürsten Christian I. zerstört.
Dies war ein erheblicher kulturgeschichtlicher Verlust, da es das erste Reiterstandbild war, auf dem ein Herrscher in der neuen Reitkunst-Lektion der Posata abgebildet war. Es folgt dem Model des – nie fertiggestellten, aber bekannten – Reiterstandbild Alfonsos von Aragon, welches Donatello für das Castel Nuovo in Neapel schaffen sollte. 
Die Inspiration für diese Entscheidung muss man beim Reitlehrer Christian I., Carlo Theti, aus Nola bei Neapel suchen. Theti hatte auch die Inspiration für die Dresdner Inventionen aus dem Einzug Alfonso von Aragons, der auf dem Relief am Castel Nuovo dargestellt ist, eingebracht.
1820 erfolgte im Zuge des Stadtausbaus der vollständige Abriss des Tores. Bis heute hat sich jedoch der Name des Platzes, auf dem das Tor stand, als Pirnaischer Platz erhalten.
Weitere Tore der Altstadt Dresden waren: Wilsdruffer Tor, Elbtor, Frauentor, Kreuzpforte und Seetor.
In der Grunaer Straße 5 trug eine HO-Gaststätte den Namen „Pirnaisches Tor“.
Nach dem Pirnaischen Tor ist heute das Seniorenheim Grunaer Straße 6 in Dresden benannt.

## Kursächsische Postmeilensäule
Die wappengeschmückte kursächsische Postmeilensäule aus Postelwitzer Sandstein – 1722 unter Anleitung des Land- und Grenzkommissars Adam Friedrich Zürner vor dem Pirnaischen Tor am Beginn der Dresden-Teplitzer Poststraße aufgestellt – existiert nicht mehr.